# Hypena flammea
Hypena flammea là một loài bướm đêm trong họ Erebidae.